# Романченко, Иван Ефимович
Иван Ефимович Романченко (23 октября 1923, Зеньковский район — 3 июля 1988, Полтава) — участник Великой Отечественной войны, Герой Советского Союза.

## Биография
Родился Иван Романченко 28 октября 1923 года на хуторе Пивни (ныне село Карабазовка, Зеньковский район Полтавской области) в бедной крестьянской семье .
В 1939 году окончил девять классов Опошнянской средней школы, в мае 1941 года переехал в Магнитогорск, где работал слесарем в строительном управлении. В июле 1943 года ушёл добровольцем в Красную армию. На фронте с декабря 1943 года. Воевал на 1-м Украинском фронте в составе 63-й гвардейской танковой бригады Челябинского 10-го Уральского добровольческого танкового корпуса.
16 января 1945 года в районе города Войцешув в Польше был смертельно ранен командир танка, в экипаже которого служил Иван Романченко. Гвардии старший сержант Романченко, не колеблясь, принял командование машиной на себя. Утром 29 января танк Романченко одним из первых форсировал Одер южнее города Штейнау и, действуя в головном дозоре, обеспечил продвижение основных сил. 30 января Романченко первым ворвался в Штейнау, а 31-го он был в числе первых, вышедших на окраины Лапперсдорфа. Поддерживавшая огнём пехоту, машина была подбита из фаустпатрона. В окружении, действуя автономно, на повреждённой машине танкисты уничтожили три противотанковых орудия, два бронетранспортёра, десять автомобилей, семнадцать пулемётов, около 200 солдат и офицеров противника.
Газета «Заря Полтавщины» писала 28 сентября 1945 года:
Уверенно гнал немцев с нашей священной земли Герой Советского Союза Иван Ефимович Романченко, уроженец хутора Пивни Опошнянского района. Он одним из первых форсировал Одер, одним из первых ворвался в фашистское логово — Берлин. Тринадцать раз горел он в танке, но ненависть к врагу, любовь к Родине побеждали смерть, придавали ему новых и новых сил в борьбе…
Указом Президиума Верховного Совета СССР от 10 апреля 1945 года за мужество и отвагу, проявленные при форсировании Одера и удержании плацдарма на его западном берегу, гвардии старшему сержанту Романченко Ивану Ефимовичу было присвоено звание Героя Советского Союза с вручением ордена Ленина и медали Золотая Звезда.
После штурма Берлина Романченко закончил войну в Праге. После войны окончил курсы младших лейтенантов. Демобилизовался в 1946 году. Жил в Полтаве, работал механизатором, затем диспетчером на номерном радиозаводе. Умер 3 июля 1982 года. Похоронен на Центральном кладбище в Полтаве.